# Rivoluzione astronomica

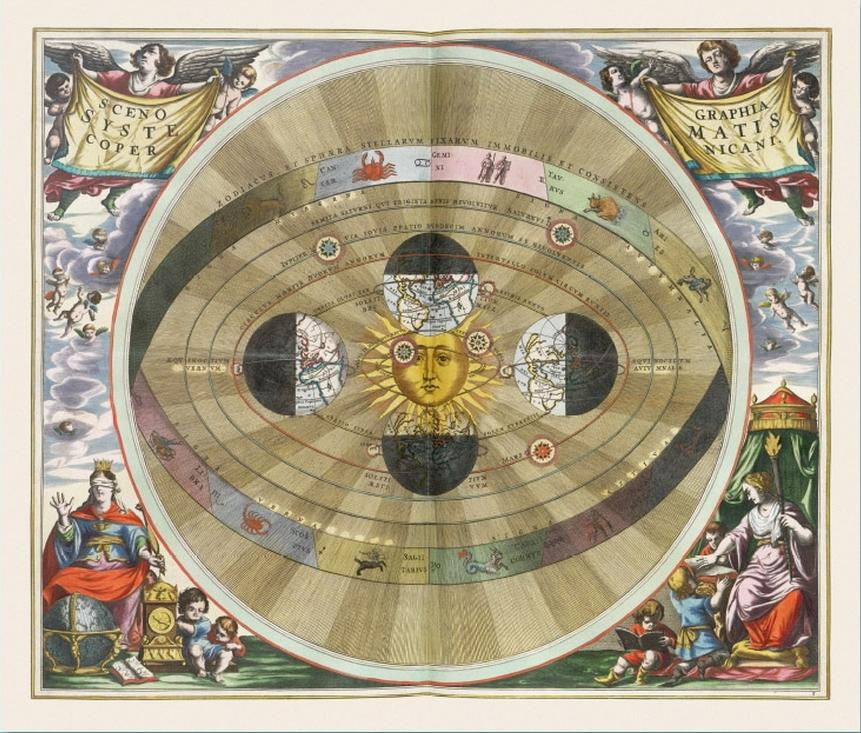
La nuova visione eliocentrica del sistema solare, che diede avvio alla rivoluzione astronomica dell'età moderna.

Con il termine rivoluzione astronomica si indica una nuova visione dell'universo che ha dato avvio a quel processo di più vasta portata noto come rivoluzione scientifica, contribuendo al passaggio dall'età medioevale a quella moderna. Sotto l'influsso di dottrine pitagoriche e neoplatoniche che riesumavano antiche mitologie solari, essa ha coinvolto astronomia, filosofia e teologia.
La cosiddetta visione «copernicana» dell'universo, infatti, non è solo il frutto di Niccolò Copernico e di altri astronomi e fisici quali Keplero e Galileo, ma deve molto anche all'impegno ed alle intuizioni di un filosofo come Giordano Bruno, che espresse, a partire dall'adesione al sistema astronomico di Copernico, una nuova visione del cosmo, del posto che vi occupa l'uomo, e della Divinità.

## La rivoluzione copernicana
La teoria principale di Copernico, che pone il sole al centro del sistema di orbite dei pianeti componenti il sistema solare, riprende quella eliocentrica ipotizzata anticamente dal greco Aristarco da Samo, opposta al geocentrismo che voleva invece la Terra al centro del sistema. Il contributo decisivo di Niccolò Copernico non è dunque l'idea in sé, già espressa dai Greci, ma la sua rigorosa dimostrazione tramite osservazioni.

Raffronto sincronizzato dell'orbita di Marte fra la visione eliocentrica copernicana e quella geocentrica tolemaica: secondo quest'ultima il pianeta percorreva un epiciclo che giustificasse il suo apparente moto retrogrado visto dalla Terra.

Il nucleo centrale della teoria di Copernico fu pubblicato nel libro De revolutionibus orbium coelestium (Sulle rivoluzioni dei corpi celesti) nell'anno della sua morte. Il libro è il punto di partenza di una conversione dottrinale dal sistema geocentrico a quello eliocentrico, e contiene gli elementi più salienti della teoria astronomica dei nostri tempi, comprese una corretta definizione dell'ordine dei pianeti, della rotazione quotidiana della Terra intorno al proprio asse, della precessione degli equinozi.
In tal modo il movimento dei pianeti e altre configurazioni astronomiche come le elongazioni di Mercurio e Venere venivano spiegati con maggiore semplicità rispetto al sistema tolemaico, che pur offrendo un modello predittivo perfettamente funzionante e rispondente alle osservazioni astronomiche, aveva dovuto ricorrere ad un complicato sistema di orbite, chiamate sfere celesti, composto ad esempio da «epicicli» e «deferenti» per giustificare alcune irregolarità apparenti come il moto retrogrado dei pianeti.

## Bruno e l'infinità dei mondi

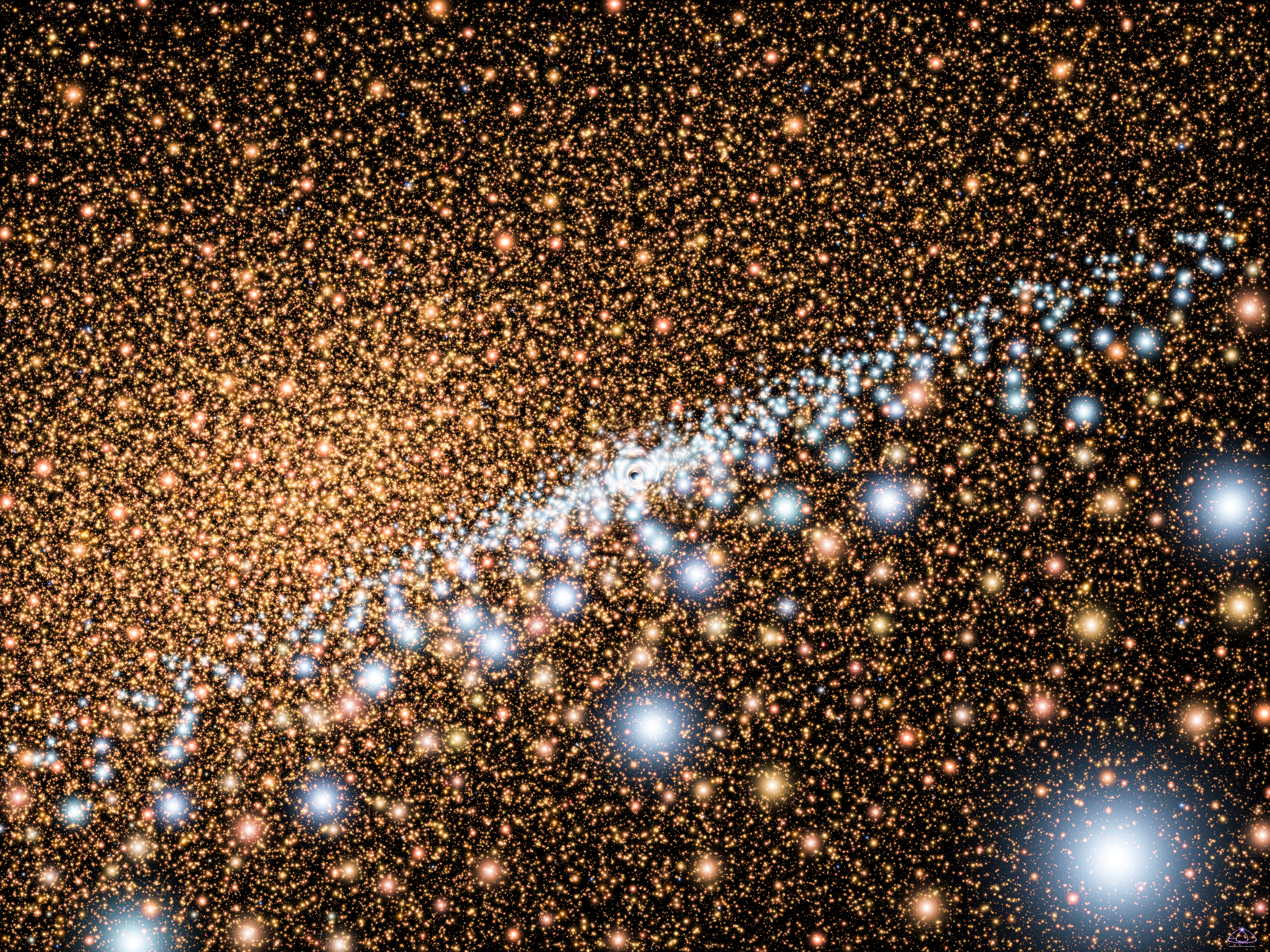
Visione del cosmo con innumerevoli corpi celesti come sostenuto da Giordano Bruno.

Spinto dalla sua adesione alla religione solare degli antichi egizi, Giordano Bruno difese l'astronomia copernicana attribuendole il valore di reale descrizione del mondo, e non di mero strumento di calcolo: egli anzi ne ampliò le implicazioni teoriche, non limitandosi a sostenere una posizione eliocentrica, ma allargando a dismisura i confini del sistema tolemaico, allora ristretto entro un numero finito di orbite, o «sfere celesti», componenti il sistema solare. In tal modo egli giunse a teorizzare il principio di omogeneità dell'universo e a prefigurare quello galileiano di relatività. 
Secondo Bruno, il nostro sistema solare non è che un'infinitesima parte dell'universo, in cui ci sono infiniti altri sistemi con pianeti abitati come la Terra, tutti composti dai quattro elementi, tutti irradianti luce, e nessuno inferiore agli altri per dignità: le meccaniche celesti non sono dovute a un motore immobile esterno che trasmetta il movimento in maniera digradante secondo un ordine gerarchico (com'era nel sistema astronomico aristotelico) bensì a princìpi insiti nei corpi celesti stessi. E dato che l'universo è infinito, non può esservi nulla al di «fuori» di esso. Riprendendo così alcuni concetti cosmologici del neoplatonismo già anticipati da Nicola Cusano, Bruno sostenne che l'universo non ha né centro né circonferenza, né alto né basso.

## Il sistema ticonico

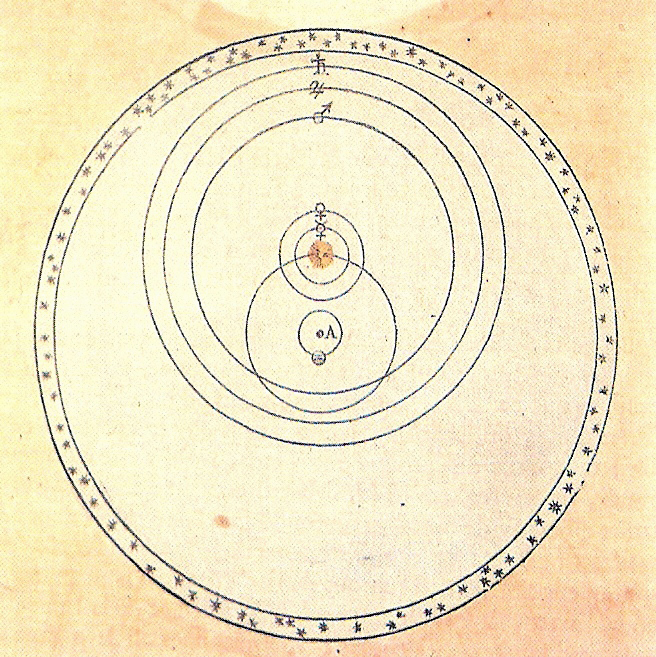
Il sistema ticonico, in cui la Terra è situata al centro dell'orbita solare, nonché del cielo stellato, mentre le orbite degli altri pianeti circondano il Sole.

Non tutti gli astronomi che contribuirono alla rivoluzione scientifica condivisero però il modello eliocentrico: Tycho Brahe, ad esempio, ideò un nuovo sistema geocentrico, che da lui prese il nome di ticonico, perfettamente equivalente a quello eliocentrico in base al principio della relatività generale del moto.
Brahe sostituì l'antico concetto di sfere cristalline rigidamente concentriche con una visione di orbite planetarie intersecate fra loro: la Terra infatti era per lui collocata immobile al centro dell'Universo, mentre attorno le orbitavano la Luna e il Sole, intorno al quale orbitavano a sua volta gli altri cinque pianeti allora conosciuti (Mercurio, Venere, Marte, Giove e Saturno).
Il sistema ticonico presentava alcuni vantaggi:
- forniva riscontri più precisi tra previsioni matematiche e dati osservativi rispetto ai modelli geocentrici tradizionali;
- escludeva i conflitti con le Scritture, mantenendo la Terra immobile e al centro dell'Universo;
- risolveva l'apparente contraddizione che caratterizzava l'universo copernicano in relazione alla mancanza dell'effetto di parallasse e al problema delle dimensioni delle stelle;[10]
- confermando sostanzialmente il sistema geocentrico, non aveva bisogno di dare una spiegazione fisica del movimento terrestre.[11]

## Le leggi di Keplero

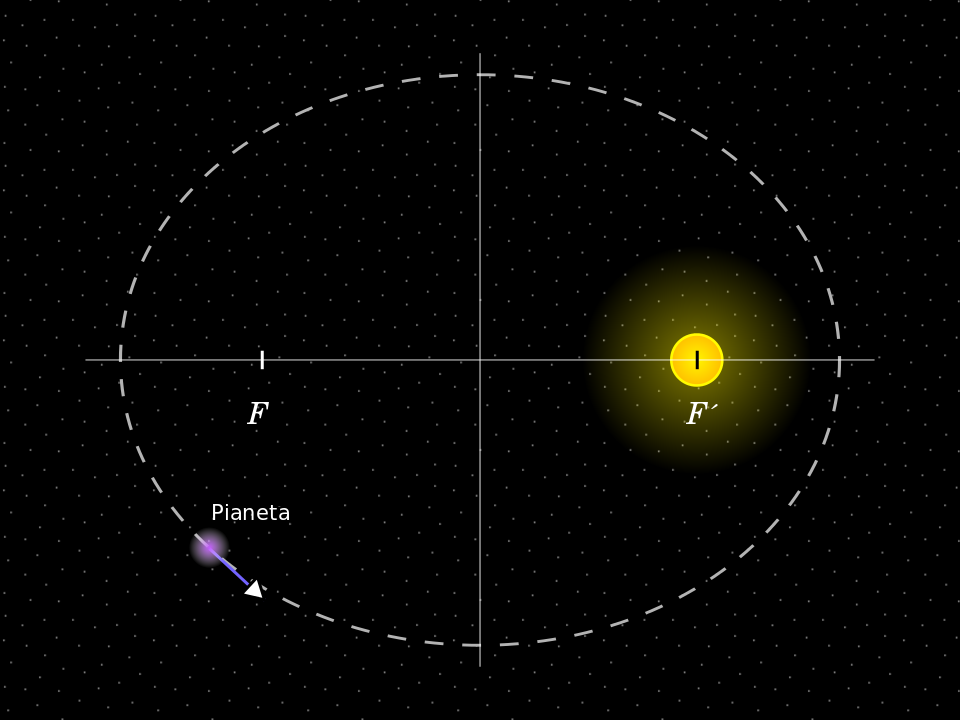
Schema della prima legge di Keplero, con il Sole che occupa uno dei due fuochi dell'orbita ellittica della Terra.

Si deve a Giovanni Keplero il ritorno ad una concezione eliocentrica, oltre all'enunciazione delle tre leggi che da lui prendono il nome, secondo cui il moto dei pianeti anziché essere circolare descrive un'ellisse, della quale il Sole occupa uno dei fuochi.. Queste leggi, che gettarono le basi della moderna astronomia, nascevano pur sempre dall'esigenza neoplatonica di un universo armonico governato da gerarchie spirituali.
Facendo del Sole la causa del moto dei pianeti, Keplero intendeva anzi riabilitare la concezione astrologica antica secondo cui il moto degli astri era portatore di un significato da interpretare in un'ottica animistica e finalistica, non come semplice meccanismo privo di scopo.
Con la pubblicazione del Tertius interveniens nel 1610, in particolare, Keplero recitò il ruolo del «terzo uomo che si interpone» fra coloro che accettavano acriticamente predizioni astrologiche grottesche da un lato, e quei critici che avrebbero «buttato via il bambino con il bagno» dall'altro, lanciando il seguente avvertimento:
(Giovanni Keplero, sottotitolo di Tertius interveniens, Francoforte sul Meno, in Verlegung Godtfriedt Tampachs, 1610)

## La relatività galileiana

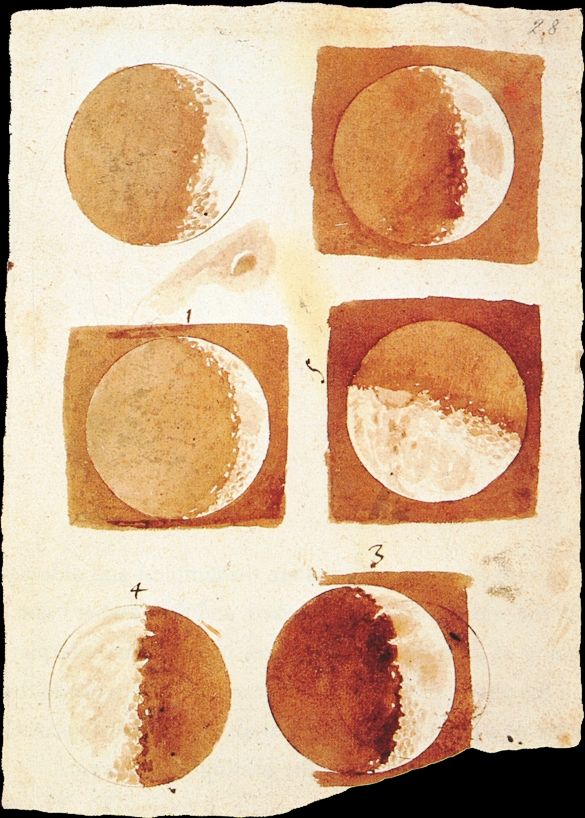
Fasi della Luna disegnate da Galileo nel 1616

A partire dal Seicento, la visione animistica di Keplero verrà tuttavia sostituita progressivamente da una puramente meccanicista; oltre a Cartesio, sarà anche Galileo Galilei a fornire una descrizione delle meccaniche celesti limitata all'aspetto quantitativo. Egli giustificò la possibilità che la Terra si muovesse nello spazio cosmico nonostante sembrasse immobile, prefigurando il principio di relatività del movimento che da lui prende il nome, secondo cui non si possono distinguere due sistemi di riferimento in moto rettilineo uniforme fra loro. Nel suo Dialogo sopra i due massimi sistemi del mondo del 1632 Galileo fece l'esempio di una nave in viaggio a velocità costante, senza scosse, su un mare perfettamente calmo: qualunque osservatore che faccia esperimenti sotto coperta non riuscirebbe a determinare se la sua nave sia ferma oppure in moto.
A Galileo si deve inoltre il perfezionamento dello strumento del telescopio, con cui gli si rivelò un universo mai visto prima: la Luna aveva una superficie scabrosa, Giove era circondato da quattro satelliti, la Via Lattea era risolta in milioni di stelle, Saturno si mostrava con uno strano anello, mentre Venere aveva le fasi come la Luna.
Tra gli altri contributi di Galileo è da annoverare una nuova formulazione della legge di gravità: riprendendo un'antica idea di Filopono, egli teorizzò che facendo cadere due corpi di masse differenti nello stesso momento, entrambi sarebbero arrivati al suolo in contemporanea.

## Da Newton ad Einstein

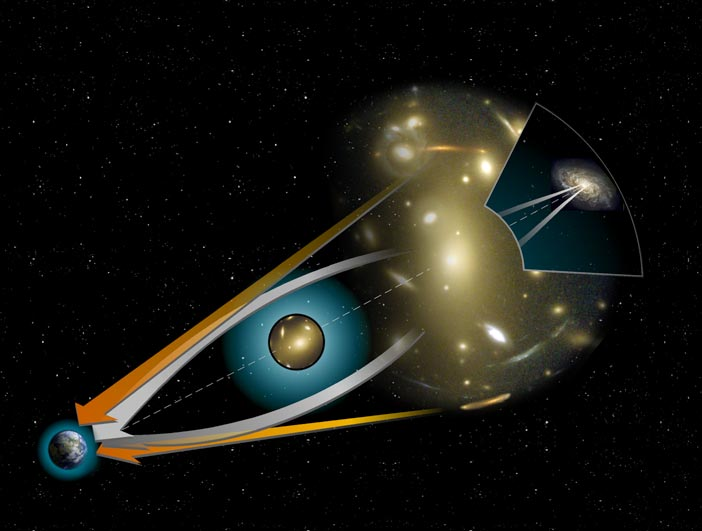
Schema della curvatura della luce, dovuta all'effetto gravitazionale del Sole, per cui una stella posta dietro quest'ultimo risulta ciò nonostante visibile dalla Terra.

La rivoluzione astronomica proseguì con Isaac Newton, che introdusse la legge di gravitazione universale nell'opera Philosophiae Naturalis Principia Mathematica del 1687. Facendo della massa, cioè della quantità di materia (data dal volume per la densità) il concetto fondamentale della meccanica celeste, Newton intuì che la stessa forza che causa la caduta di una mela sulla Terra mantiene i pianeti in orbita attorno al Sole, e la Luna attorno alla Terra: quanto più è grande la massa di un corpo, tanto più potente è la sua forza di gravità. In seguito Huygens, nel suo Horologium oscillatorium, chiarificò la natura delle forze centrifughe che impediscono ai pianeti di cadere sul sole pur essendone attratti.
Restava aperto tuttavia il problema di spiegare l'azione a distanza tra i corpi celesti, priva di contatto materiale, al quale verrà data una soluzione soltanto ai primi del Novecento da parte di Einstein, che sostituì il concetto fisico di etere, allora in voga presso gli scienziati dell'epoca, con la tessitura dello spazio-tempo, cioè con una struttura quadridimensionale che permea tutti gli spazi cosmici: quanto più grande è un corpo, tanto più esso è in grado secondo Einstein di modificare le proprietà dello spazio fisico che lo circonda, generando una curvatura nella suddetta tessitura, capace di arcuare la traiettoria di qualunque oggetto si trovi a transitare in questo suo «campo gravitazionale», fino a renderla ellittica.